# Effingen
Effingen – miejscowość w gminie Böztal w północnej Szwajcarii, w kantonie Argowia, w okręgu Laufenburg. 31 grudnia 2014 liczyła 597 mieszkańców. Do 31 grudnia 2021 gmina (niem. Einwohnergemeinde) w okręgu Brugg.